# Evan Almighty
Evan Almighty is een Amerikaanse komediefilm uit 2007 van regisseur Tom Shadyac. De film is het vervolg op Bruce Almighty uit 2003 (eveneens door Shadyac). De hoofdrollen werden vertolkt door Steve Carell en Morgan Freeman.
In de vorige film speelde Jim Carrey de hoofdrol als tv-journalist die een paar dagen voor God mag spelen. Deze film richt zich op Evan Baxter, gespeeld door Steve Carell. Dit personage kwam ook kort voor in de vorige film, eveneens gespeeld door Carell. Morgan Freeman nam opnieuw de rol van God op zich. Zowel Carrey als Jennifer Aniston weigerde in dit tweede deel te spelen. 

## Verhaal
Baxter (Carell) verlaat zijn baan als televisiejournalist en begint als nieuw Congreslid. Hij verlaat daarom zijn woonplaats Buffalo om samen met zijn vrouw Joan (Lauren Graham) en zoontjes Dylan, (Johnny Simmons), Jordan (Graham Phillips) en Ryan (Jimmy Bennett) naar Virginia te verhuizen.
Aangekomen in hun nieuwe prachtige villa, is de familie in eerste instantie verrukt. Dan verschijnt God (Freeman) aan Baxter, waarna zijn leven op zijn kop komt te staan. God wil dat hij een ark bouwt naar het voorbeeld van de ark van Noach, omdat er een grote overstroming zal komen. Baxter wil in eerste instantie niet geloven wat hem overkomt, maar geeft toe wanneer hij overal op zijn pad geconfronteerd wordt door dieren en zijn baard op magische wijze steeds blijft teruggroeien.
Zijn corrupte collega-politicus Congressman Long (John Goodman) vindt hem maar een rare snuiter en Baxters vrouw twijfelt ook steeds meer aan zijn verstand, maar hij kan niet anders dan de ark bouwen en gaat er daarom vol voor. Hij is ervan overtuigd dat er op exact 22 september een vloedgolf gaat komen, niet toevallig dezelfde dag dat Long er een (milieuonvriendelijk) wetsvoorstel door wil krijgen. Zijn drang om de ark te bouwen geeft hem veel bekendheid in zijn woonplaats en daarbuiten, maar ook de bewoners vinden hem vreemd.
Baxter slaagt in zijn opdracht en op 22 september is de ark klaar. De vloedgolf waar God het over had komt er, tot ieders verbazing, inderdaad. Het is alleen geen tweede zondvloed zoals Baxter dacht, maar een breuk van de nabij zijn woonplaats gelegen stuwdam. Deze dam was gebouwd op bevel van Long, maar slecht ontwikkeld omdat Long wilde besparen op de productie en snel werk wilde leveren. Het vrijgekomen water vernietigt het volledige dorp, maar alle inwoners kunnen in de ark ontkomen. De ark spoelt door de vloedgolf regelrecht naar Washington D.C., waar Baxter Long confronteert met de dambreuk. Long wordt op non-actief gezet en er komt een strafrechtelijk onderzoek naar hem. Baxter krijgt zijn oude baan terug.

## Rolverdeling
| Acteur               | Personage         | Opmerkingen     |
| -------------------- | ----------------- | --------------- |
| Steve Carell         | Evan Baxter       |                 |
| Morgan Freeman       | God               |                 |
| Lauren Graham        | Joan Baxter       |                 |
| John Goodman         | Congreslid Long   |                 |
| Wanda Sykes          | Rita              |                 |
| John Michael Higgins | Marty             |                 |
| Jonah Hill           | Eugene Tenanbaum  |                 |
| Jimmy Bennett        | Ryan Baxter       |                 |
| Graham Phillips      | Jordan Baxter     |                 |
| Johnny Simmons       | Dylan Baxter      |                 |
| Rachael Harris       | Markie Parkington | Verslaggeefster |
| Molly Shannon        | Makelaar          |                 |
| Ed Helms             | Personage         | Ed Carson       |

## Achtergrond

### Productie

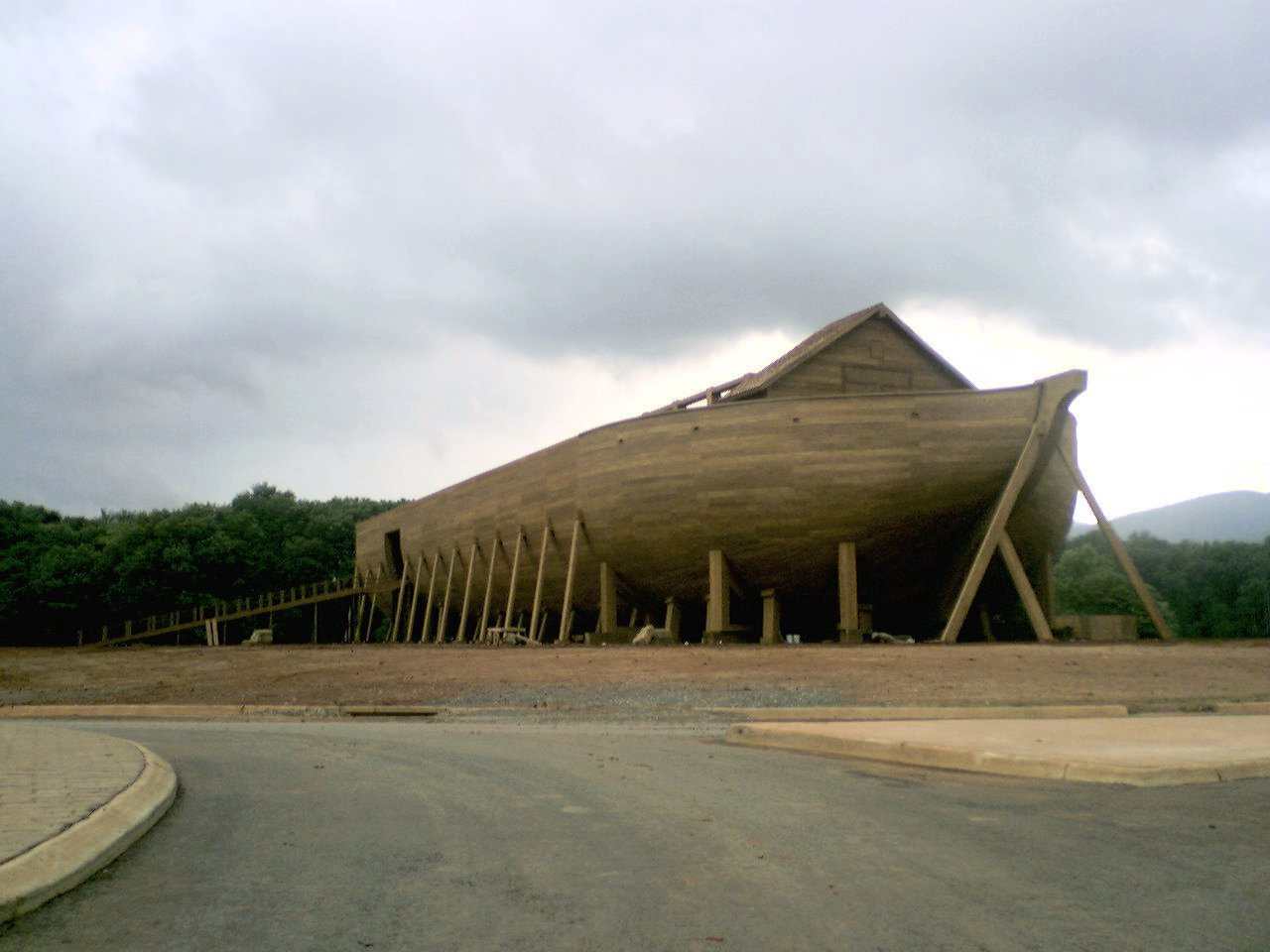
De ark die speciaal werd gebouwd voor de film is bijna 140 meter lang, bijna 30 meter breed en ongeveer 15 meter hoog.

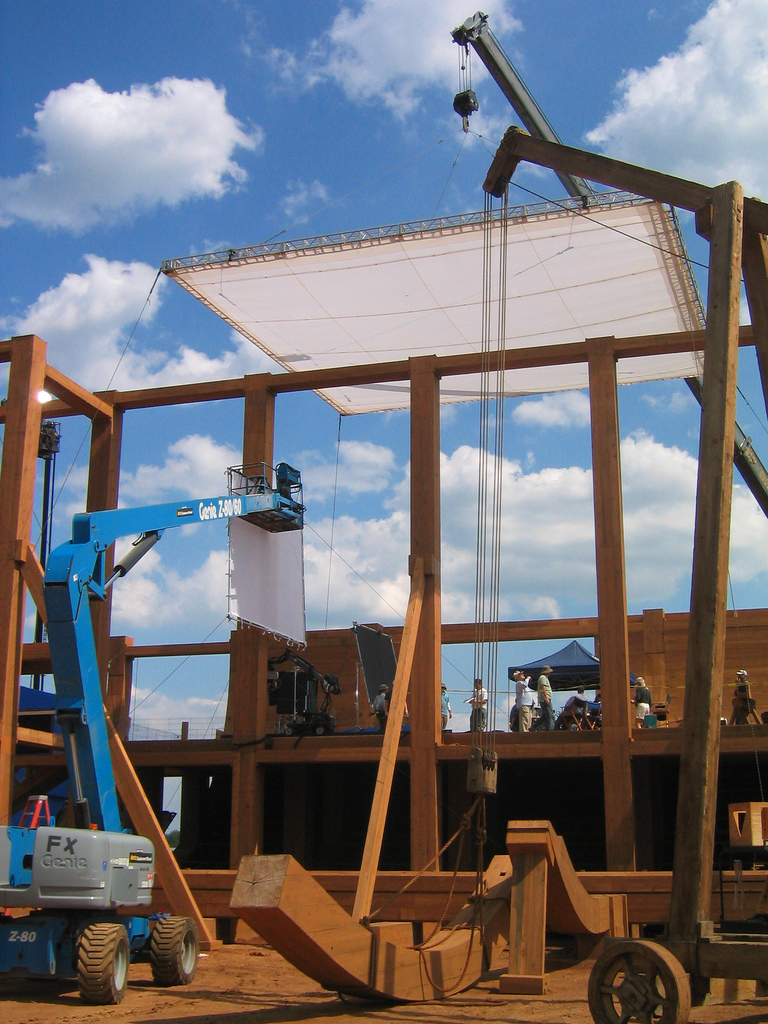
De ark wordt voorbereid voor een scène

In de voorproductie droeg het scenario de werktitel The Passion of the Ark. Dit scenario was geschreven door Bobby Florsheim en Josh Stolberg, en was niet bedoeld als vervolg op Bruce Almighty. Het scenario werd gekocht door Universal Studios, die het lieten herschrijven tot vervolg op Bruce Almighty. Daarbij ging het originele scenario vrijwel geheel verloren.
De bouw van de ark voor de film begon in januari 2006. De scènes met de ark werden opgenomen in Crozet. De ark was zo ontworpen dat hij overeen zou komen met omvang van de Bijbelse ark, zoals omschreven in Genesis: 140 meter lang, 30 meter breed en 15 meter hoog. Het uiterlijk van de ark was gemodelleerd naar hoe Noachs ark in veel kinderboeken wordt weergegeven. Toen na de opnames van de film de ark weer werd afgebroken, werd alles wat nog bruikbaar was gedoneerd aan Habitat for Humanity.
Opnames vonden onder andere plaats in en rond Crozet, Waynesboro, Richmond, Charlottesville en Staunton.
De computeranimatie voor de film werd gedaan door Rhythm & Hues (R&H) en Industrial Light & Magic (ILM). R&H nam vooral de dieren voor zijn rekening terwijl ILM zorgde voor de scènes waarin de ark door de waterstroom wordt meegevoerd door de straten van Washington. Rhythm & Hues maakte in totaal 300 dieren voor op de ark.

### Budget
De film was bij verschijning de duurste komedie ooit geproduceerd. Het budget was oorspronkelijk 140 miljoen dollar, maar door het aantal dieren (honderd paar) die nodig was om de film te realiseren, waarbij ook computergegenereerde beelden nodig zijn, liepen de kosten uiteindelijk op tot 160 à 175 miljoen dollar. Voor Universal Pictures is het onzeker of zij het bedrag zullen terugverdienen, aangezien komediefilms het vrijwel altijd slechter doen in het buitenland dan in de Verenigde Staten. Toen de kosten verder opliepen, was de productie echter al zover dat Universal de film eigenlijk niet meer kon annuleren. Inclusief marketingkosten kostte Evan Almighty circa 250 miljoen dollar.

### Dieren

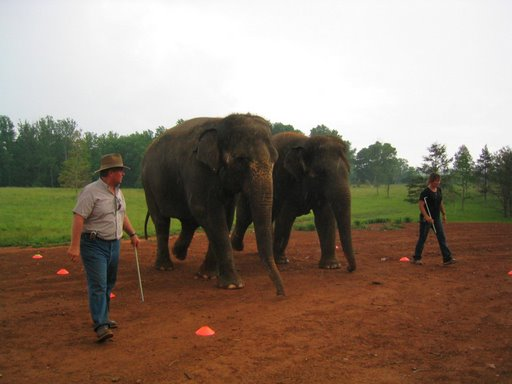
Twee olifanten worden getraind voor de film

Voor de film waren 177 verschillende diersoorten nodig. De American Humane Association hield gedurende de productie toezicht op deze dieren. Voor scènes waarin zowel roofdieren als hun natuurlijke prooien in een scène moesten spelen, werden de opnames met beide dieren apart opgenomen en later in elkaar gemonteerd. Dit om de veiligheid van de dieren te garanderen. Na afloop van de productie gaf de American Humane Association de producers toestemming om op de aftiteling te melden dat geen dieren waren verwond tijdens de opnames.
Het gebruik van de dieren in de film stuitte op verzet van dierenrechtenorganisatie PETA, die beweerde dat enkele dieren uit de film in het verleden zouden zijn misbruikt. Twee van de chimpansees in de film, Cody en Sable, waren bijvoorbeeld door hun eigenaren gedoneerd aan de filmploeg om zo onder een rechtszaak omtrent dierenmishandeling uit te komen.

### Filmmuziek
1. "Ready For A Miracle" (LeAnn Rimes)
2. "One Love" (Jo Dee Messina)
3. "Have You Ever Seen The Rain?" (John Fogerty)
4. "Walk On Water" (Blue County)
5. "Spirit in the Sky" (Plumb)
6. "The Power Of One" (Bomshel)
7. "Be the Miracle" (Room for Two)
8. "God Makes Stars" (Hal Ketchum)
9. "This Land Is Your Land" (The Mike Curb Congregation)
10. "Never Give Up" (Tracy Edmond)
11. "Revolution" (Rascal Flatts)A
12. "Revolution" (Stone Temple Pilots)
13. "Sharp Dressed Man" (Jo Dee Messina)
14. "Sharp Dressed Man" (ZZ Top)
15. "Gonna Make You Sweat (Everybody Dance Now)" (C+C Music Factory)
16. "Have You Ever Seen The Rain?" (Creedence Clearwater Revival)

### Ontvangst
Evan Almighty kreeg matige tot slechte kritieken van recensenten. De film scoorde op Rotten Tomatoes een 23% aan goede beoordelingen. De site MetaCritic gaf de film een 37/100 beoordeling. Richard Roeper noemde in zijn review de film samen met Dumb and Dumberer: When Harry Met Lloyd en Son of the Mask de drie slechtste komedies ooit, en vond het dan ook terecht dat Jim Carrey aan geen van drieën mee wilde werken.
De Maleisische moslimorganisatie PPIM vond dat de film verboden zou moeten worden omdat het verhaal een belediging zou zijn voor de islam.
Qua bezoekersaantallen deed Evan Almighty het beduidend minder goed dan verwacht. De film ging in première in 3.604 bioscopen en bracht in het openingsweekend 31,1 miljoen dollar op, nog niet de helft van de openingsopbrengst van Bruce Almighty.
In totaal bracht de film wereldwijd 173.391.888 dollar op.

### Notities
- Acteur Bennett (Ryan) moest in het ziekenhuis opgenomen worden omdat een aap, die op de rug van het jongetje moest springen, hem ernstig bezeerde.
- Op 13 mei 2006 bezeerde Steve Carell zijn enkel toen hij uit de Hummer uit de film stapte.[10]
- Steve Carell kreeg vijf miljoen dollar voor zijn rol.[2]
- Baxter rijdt op een zeker moment langs een filmtheater waarop de film 'The 40 year old Virgin Mary' aangekondigd staat. Vertolker Carrell speelde de hoofdrol in The 40 Year Old Virgin (2005).
- Evan Almighty is het vierde vervolg op een Jim Carrey-film waarin Carrey zelf niet meespeelt. De vorige drie waren Son of the Mask, Ace Ventura Jr: Pet Detective en Dumb and Dumberer: When Harry Met Lloyd.
- Acteur Steve Carell moest dagelijks bijna drie uur doorbrengen op de make-upafdeling om zijn lange baard en haar aan te laten brengen.

## Prijzen en nominaties
In 2007 won “Evan Almighty” de Teen Choice Award voor Choice Movie: Scream
(Steve Carell)
De film werd voor nog eens 10 prijzen genomineerd:
- Een Golden Trailer voor beste poster
- Een MTV Movie Award voor beste zomerfilm die je nog niet hebt gezien
- De People's Choice Award voor beste familiefilm
- Een Golden Raspberry Award voor slechtste vervolg
- 3 Teen Choice Awards
- 3 Young Artist Awards